# Abuso sexual baseado em imagens
O Abuso Sexual Baseado em Imagens (ASBI) também conhecido coma Violência sexual baseada em imagens (VSBI) (Image-based sexual abuse ou IBSA em inglês é a distribuição, ameaça de distribuição ou criação não consentida de imagens sexuais privadas. Esse tipo de abuso também abrange a manipulação digital de imagens por meio de inteligência artificial (IA) ou outras tecnologias, prática amplamente conhecida como deepfake.
O termo imagem refere-se a qualquer tipo de conteúdo visual com ou sem movimento. Isso inclui imagens ou fotografias, bem como vídeos, GIFs e outros formatos de conteúdo visual em movimento.

## Antecedentes
O conceito de abuso sexual baseado em imagens foi utilizado por primeira vez, segundo identificado por Clare McGlynn e Erika Rackley, pela jornalista Cossima Mariner em 4 de outubro de 2015, no artigo Revenge porn: government urged to make it illegal (Pornografia de vingança: o governo é instado a torná-la ilegal), publicado no Sydney Herald. Posteriormente, foi desenvolvido como conceito pelas investigadoras para o desenvolvimento de políticas públicas.
Este conceito, elaborado por McGlynn e Rackley, busca ampliar o entendimento e o escopo de atuação e procura centrar o debate nos danos e direitos das vítimas, em vez de nas intenções dos agressores (vingança) ou na natureza da imagem compartilhada. Rompe com o tradicional conceito de Revenge Porn ou Pornografia da Vingança, que é visto como problemático e limitado por se referir a um subconjunto relativamente pequeno de imagens sexuais privadas. Além disso, o uso do termo "pornografia" também é problemático, pois tende a implicar escolha ou legitimidade, algo inapropriado para o debate sobre a criação e/ou distribuição de imagens sexuais sem consentimento e pode influenciar negativamente os debates legislativos

## Classificação
Diferentes estudos identificaram que, as vítimas-sobreviventes de abuso sexual baseado em imagens, costumam ser mulheres, pessoas trans, pessoas racializadas, LGBTIQ+ e trabalhadoras sexuais. Se bem não existe um padrão estabelecido do perfil dos perpetradores, vários estudos revelam que estes costumam ser homens com uma relação com a vítima-sobrevivente.

### Chantagem e/ou ameaça de divulgação (extorsão sexual)
A chantagem e/ou ameaça de divulgação (em inglês sextorsion) envolve a ameaça de partilha de imagens ou vídeos, frequentemente “nus”, totais ou parciais, ou imagens de conteúdo sexualmente explícito para extorquir dinheiro ou forçar alguém a fazer algo contra a sua vontade. 

### Upskirting ou Downblousing
O upskirting é ação deliberada de tirar fotografias por baixo da roupa de uma pessoa sem a sua autorização. Costuma ser feito frequentemente em espaços públicos movimentados ou cheios de gente, deste jeito pode ser mais difícil de detetar. . Quando a imagem é do decote esta prática é conhecida como downblousing.

### Cyberflashing
O cyberflashing consiste no envio de imagens ou vídeos dos órgãos genitais — da própria pessoa ou de terceiros — sem o consentimento de quem recebe. Esta prática é também chamada de “dick pic”.

### Deepfake
O deepfake ou violência sexual através de inteligência artificial, são imagens, vídeos ou áudio alterados digitalmente utilizando IA (inteligência artificial) ou uma outra tecnologia para criar ou transformar uma imagem de alguém numa imagem ou vídeo sexualmente explícito. O termo "deepfake" tem sido criticado por diferentes organizações devido a que era o nome de usuário no blog Reddit do autor das primeiras imagens alteradas conhecidas.